# Methyllysine
In proteïnes kan het aminozuur lysine één, twee of zelfs drie keer gemethyleerd worden op de aminogroep in de zijketen. Onder fysiologische omstandigheden verandert de lading van het residu daarmee niet, deze blijft eenwaardig positief. De gemethyleerde lysines spelen een belangrijke rol in de epigenetica. Er lijken twee mechanismen werkzaam te zijn in de wijziging van de genexpressie:
- Het methyleren van specifieke histonen in een nucleosoom verandert de binding van het omringende DNA aan die histonen en daarmee de expressie van het betrokken DNA.  De verandering in de binding ontstaat doordat de afstand van de positieve lading in het histon en de negatieve lading op het DNA groter wordt, waardoor de elektrostatische binding minder krachtig is.  Daarnaast speelt mee dat methylgroepen zelf hydrofoob zijn, waardoor de waterstructuur rond de aminogroep verandert.
- Naast de elektrostatische verandering in de histonen bestaat ook de mogelijkheid dat de methylering van lysinezijgroepen geen direct effect heeft op de binding van histonen aan DNA.  Het aantrekken van andere eiwitten door de gewijzigde histonen speelt dan een rol in de veranderde structuur van het chromatine en de gewijzigde expressie.[1]

In Protein Data Bank-bestanden worden de gemethyleerde lysines aangegeven met de codes MLY of MLZ.

Ongemethyleerd lysine
6-N-methyllysine
(6-N,6-N)dimethyllysine
(6-N,6-N,6-N)trimethyllysine